# Kyrkoköpinge
Kyrkoköpinge är kyrkby i Kyrkoköpinge socken på Söderslätt i Trelleborgs kommun i Skåne län. Den är belägen strax nordöst om Trelleborgs tätort och är statistiskt en del av den.
Mitt i byn står en gammal holländare som tillhörde kyrkan. Byn ligger på ömse sidor om länsväg M 642 mellan Trelleborg och Gylle. Vägen har numera rätats ut under en järnvägsviadukt, men tidigare gick den precis intill kyrkan. Den gamla vattningen har tagits fram av en ny ägare.
Under gotiken fick Kyrkoköpinge kyrka, som stammar från 1100-talet, trappstegsgavlar och blindnischer.

## Personer från Kyrkoköpinge
- Paul Enoksson, läkare och översättare